# Бех Лілія Петрівна
Лі́лія Петрі́вна Бе́х (Лісо́вська) (нар. 1949, м. Малин, Житомирська область) — українська письменниця, член Національної спілки письменників України (2018).

## Біографія
Народилася 29 жовтня 1949 в м. Малин Коростенського району на Житомирщині. Закінчила Коростишівське педагогічне училище (1968), Київський державний університет ім. Т. Шевченка (1975) за спеціальністю «викладач української мови і літератури». Працювала учителем початкових класів, заступником директора у школах м. Коростень, головним редактором міських газет «Іскоростень», «Нова доба».

## Літературна діяльність
Поетеса.

Видала друком збірки лірики «Жінка із осені» (2008), «До дна не спита чаша гіркоти» (2016). Авторка гімну м. Коростень.

## Відзнаки
Переможниця обласного конкурсу «Краща книга року» (2016).